# Платания (дем Места)
Платания или Муса махала (на гръцки: Πλατανιά) е село в Гърция, дем Места (Нестос), административна област Източна Македония и Тракия.

## География
Разположено е на около 30 километра североизточно от Кавала, непосредствено на северозапад от село Макрихори (Узункьой).

## История
Муса махала е турско селище, вероятно унищожено в Балканските войни.
Според преброяването от 2001 година има 32 жители, а според преброяването от 2011 година има 13 жители.
| Година    | 1913 | 1920 | 1928 | 1940 | 1951 | 1961 | 1971 | 1981 | 1991 | 2001 | 2011 | 2021 |
| --------- | ---- | ---- | ---- | ---- | ---- | ---- | ---- | ---- | ---- | ---- | ---- | ---- |
| Население |      |      |      |      |      |      |      |      |      |      | 32   | 13   |